# Robert Comtesse
Hugo-Robert Comtesse (Valangin, 14 de agosto de 1847 – La Tour-de-Peilz, 17 de noviembre de 1922) fue un abogado y político suizo, miembro del Partido Radical Democrático (PRD). Tras ejercer durante dos años como juez de instrucción, en 1876 fue elegido Consejero de Estado del cantón de Neuchâtel. En 1883 se incorporó al Consejo Nacional como representante de dicho cantón. Entre 1900 y 1912 fue Consejero Federal, y durante su mandato desempeñó un papel determinante en la fundación del Banco Nacional Suizo.
Fue Presidente de la Confederación en 1904 y 1910.

## Biografía

### Familia, estudios y profesión
Era hijo del notario liberal y juez de paz Arnold Comtesse y de Marie-Eliza Cornu. Tras asistir al Liceo Humanista de Neuchâtel, estudió Derecho en las universidades de Heidelberg y París. En 1869 se colegió como abogado en Neuchâtel y hasta 1874 trabajó como abogado en un bufete de La Chaux-de-Fonds, junto con Jules Breitmeyer. En 1873 fue uno de los miembros fundadores de la Asociación Democrática Liberal, precursora del Partido Liberal Suizo en Neuchâtel, pero al año siguiente se afilió al Partido Radical Democrático. También en 1874 fue elegido juez de instrucción, cargo que ejerció durante dos años, y diputado del Gran Consejo de Neuchâtel.

### Política cantonal y federal

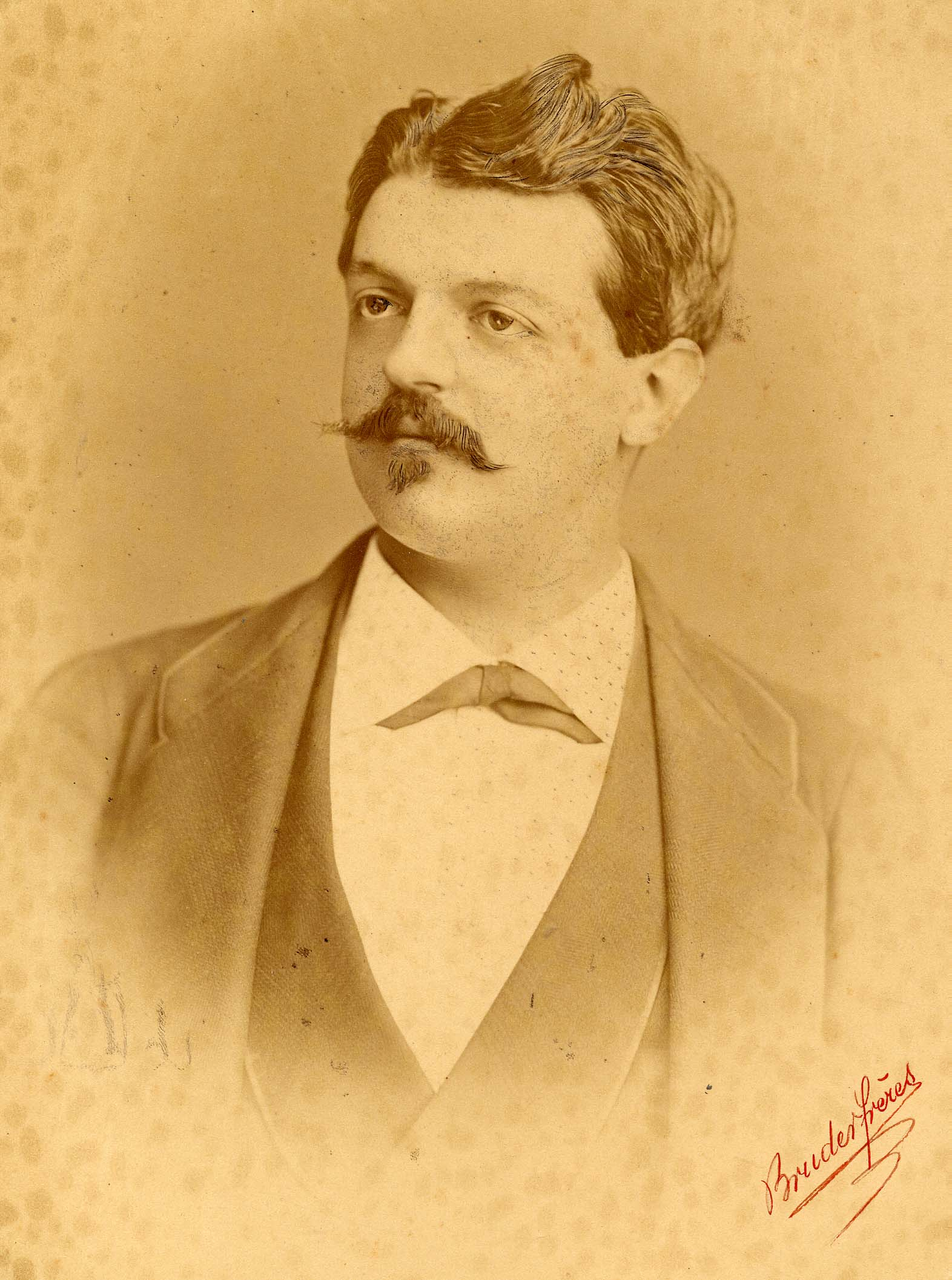
Retrato de Robert Comtesse (ca. 1880).

En 1876, fue elegido Consejero de Estado tras la elección de Numa Droz al Consejo Federal, cargo que ocupó hasta que él mismo fue elegido Consejero Federal, en 1900. Durante su mandato como Consejero de Estado, ocupó los cargos de Jefe del Departamento de Policía y, a partir de 1877, de Interior. Contribuyó a la creación del Departamento de Agricultura e Industria, que dirigió a partir de 1884. Fue Canciller de Estado en 1876-1877 (hasta 1898, este cargo lo ocupaba un Consejero de Estado) y Presidente del Consejo de Estado entre 1880 y 1881. Entre otras iniciativas, elaboró una nueva ley municipal y adoptó numerosas medidas destinadas a mantener la paz social, como la creación de una Compañía Cantonal de Seguros en 1898 y la fundación de la Cámara Cantonal de Comercio, Industria y Trabajo. En 1881 cofundó la Federación de Asociaciones Agrícolas de la Suiza Romanda, de la que fue presidente durante dos años. Además, tuvo un papel importante en la Asociación Suiza de Beneficencia, en el movimiento pacifista y en organizaciones que abogaban por la defensa del pueblo armenio.
Entre 1883 y 1899 desempeñó simultáneamente los cargos de Consejero de Estado y diputado en el Consejo Nacional, institución que presidió en 1893 y 1894. Con frecuencia se alineó con políticos de tendencia progresista y social, como Georges Favon y Ludwig Forrer. En ocasiones se le acusó de defender planteamientos socialistas, particularmente por su apoyo a la propuesta de Favon de crear sindicatos obligatorios. Tras el anuncio de la dimisión de Adrien Lachenal, Comtesse fue propuesto por su partido para sucederle en el Consejo Federal. La votación, celebrada el 14 de diciembre de 1899, se desarrolló sin contratiempos: Comtesse resultó elegido en la primera ronda con 148 votos de los 177 válidos, y otros 29 votos se distribuyeron entre el resto de candidatos.

#### Consejo Federal

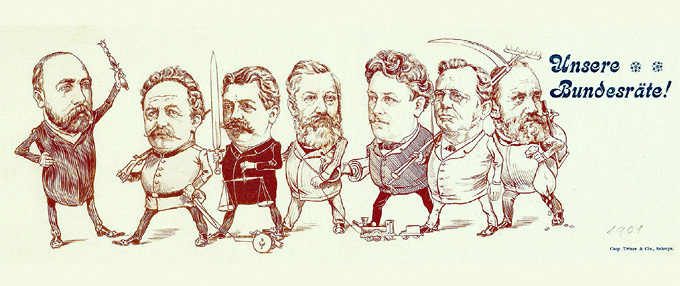
El Consejero Federal Comtesse (tercero por la izquierda) en una caricatura de 1901.

A principios del año 1900, Comtesse asumió la dirección del Departamento de Finanzas y Aduanas, en 1901 pasó al de Justicia y Policía y en 1902 al de Correos y Ferrocarriles. A excepción de los años 1904 y 1910, en los que dirigió el Departamento Político por rotación en calidad de Presidente de la Confederación, entre 1903 y 1911 volvió a dirigir el Departamento de Finanzas y Aduanas.
En su primer año en el cargo, Comtesse nombró a Léopold Dubois, director del Banco Cantonal de Neuchâtel, director financiero de los Ferrocarriles Federales Suizos, cuya fundación era inminente. Comtesse fue un actor fundamental en la creación del Banco Nacional Suizo. Tras la muerte de su colega Walter Hauser en 1902, volvió a dirigir el Departamento de Finanzas, y a diferencia de su predecesor, se mostró más proclive a alcanzar consensos. Las tentativas previas de 1897 y 1901 habían resultado fallidas debido a las discrepancias existentes entre los partidarios de una institución totalmente privada y los partidarios de un banco estatal sujeto a la supervisión exclusiva de la Confederación. En medio de este clima de tensión, Comtesse, convencido de la utilidad de un banco central, alcanzó un acuerdo pragmático: en la nueva institución participarían los cantones, los bancos cantonales y los particulares, pero no la Confederación. El banco se constituyó legalmente el 16 de enero de 1906 y comenzó a operar el 20 de junio de 1907. Comtesse rechazó la oferta para incorporarse a la dirección general del Banco Nacional.
En su primer año como Presidente, en 1904, Comtesse trató de promover la acción diplomática de Suiza. Motivado por su espíritu pacifista, se dedicó a impulsar la creación de tribunales internacionales de arbitraje para evitar futuras guerras. Logró que Suiza contara con representación diplomática en La Haya para así tener presencia en el Tribunal Permanente de Arbitraje y en otras organizaciones internacionales. En 1910 se reunió con el presidente francés Armand Fallières para abordar la situación de las relaciones, en ocasiones tensas, entre ambos países. Comtesse planteó la necesidad de reformar la administración y abogó, en particular, por la modernización del Departamento Político. A su juicio, el principio de rotación vigente en aquella época no permitía dar continuidad y gestionar de manera eficaz unas relaciones exteriores que cobraban cada vez mayor importancia. Sus propuestas, que en un principio encontraron resistencia, empezaron a materializarse en 1914.
La delicada situación de las finanzas federales a principios del siglo XX acabó por debilitar a Comtesse, a la sazón jefe del Departamento de Finanzas. Aunque la aplicación de los nuevos aranceles aduaneros de 1902 generó ingresos adicionales, estos no eran suficientes para compensar el considerable aumento de los gastos (especialmente en el sector militar). En consecuencia, el déficit aumentaba año tras año. Comtesse advirtió en repetidas ocasiones de la situación cada vez más precaria de las finanzas federales y reclamó la obtención de fuentes de ingresos adicionales, pero no aplicó ninguna medida de ahorro concreta y limitó su actuación a tratar de contener el aumento del gasto militar. Ello le enfrentó en varias ocasiones con el ministro de Defensa, Eduard Müller, quien solía imponerse. A partir de 1909, los parlamentarios comenzaron a mostrar su descontento con una política financiera que, a su juicio, estaba mal planteada. La crónica del Neue Zürcher Zeitung sobre los debates presupuestarios tildó a Comtesse de «increíblemente ingenuo». El 20 de noviembre de 1911, la Comisión de Finanzas del Consejo de los Estados solicitó públicamente la designación de un nuevo ministro de Finanzas, petición que fue atendida y Comtesse regresó al Departamento de Correos y Ferrocarriles el 14 de diciembre.

### Después del Consejo Federal

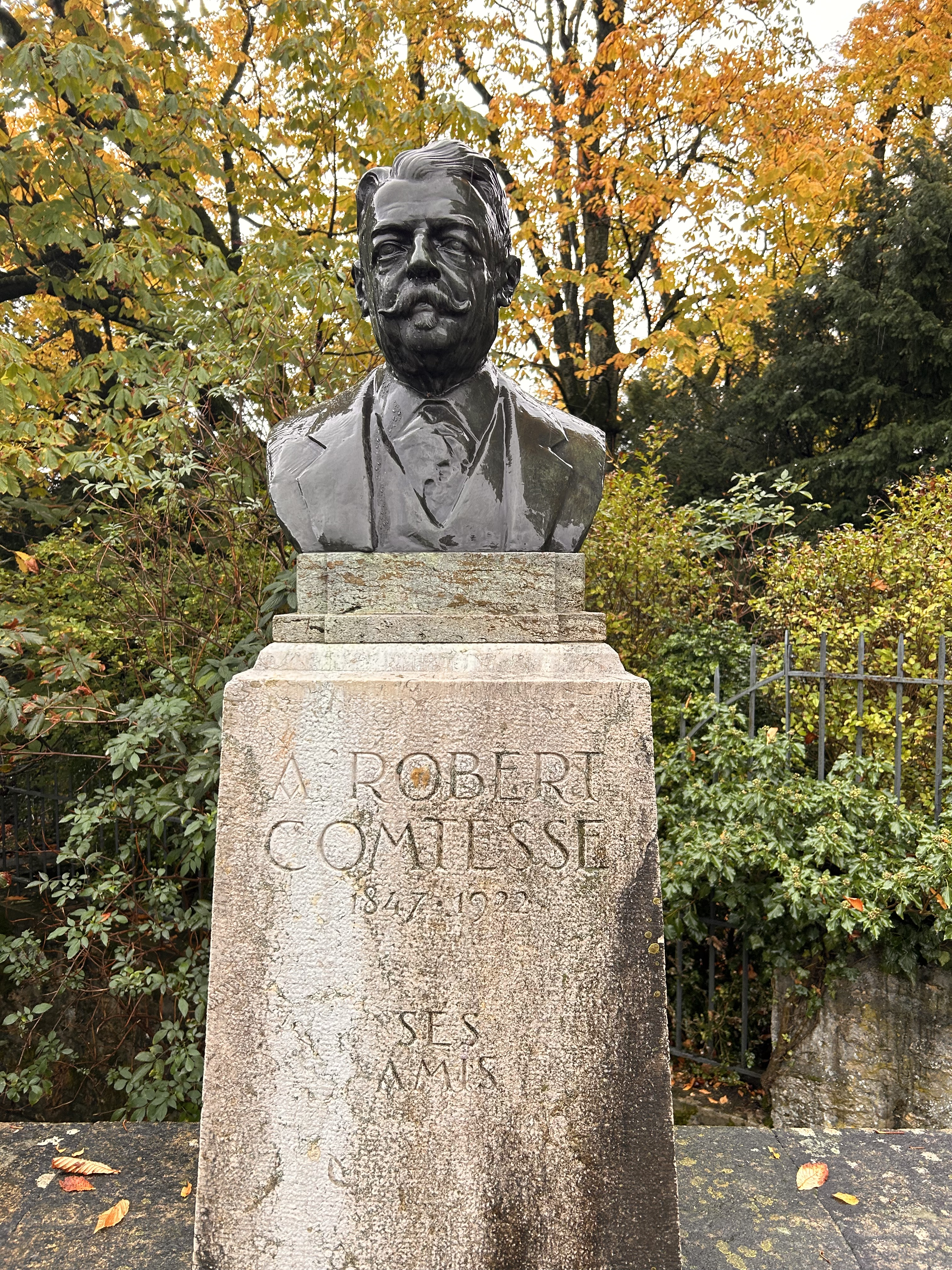
Busto de Robert Comtesse en Neuchâtel.

El 4 de marzo de 1912 presentó su dimisión y asumió la dirección de las Oficinas Internacionales Reunidas para la Protección de la Propiedad Intelectual (BIRPI), la organización que más tarde se convertiría en la Organización Mundial de la Propiedad Intelectual (OMPI). No obstante, siguió participando en la vida política. Simpatizó abiertamente con los opositores a las Potencias Centrales durante la Primera Guerra Mundial y convocó una protesta contra la invasión de Bélgica. Calificó la guerra de «absurda y bárbara» y declaró que obedecía únicamente al «imperialismo y militarismo prusianos». Los sucesos bélicos reafirmaron sus convicciones pacifistas, razón por la cual fue un firme partidario de la adhesión de Suiza a la Sociedad de Naciones. En 1920 asumió la presidencia de la Asociación Suiza para la Sociedad de Naciones, de la que fue cofundador. En 1921 tuvo que abandonar sus cargos directivos por motivos de salud.